# Клеоник (Новгородов)
Клео́ник (в миру Новгородов; умер около 1736) — архимандрит одного из московских монастырей.
Был духовником царицы Евдокии Фёдоровны, первой жены Петра I, во время заточения её в Шлиссельбургской крепости, и пользовался её благоволением. Когда после воцарения Петра II царица Евдокия переселилась в Москву, где ей были возвращены все атрибуты царского достоинства, Меншиков через Клеоника, сын которого был одним из его секретарей, пытался приобрести благосклонность царицы, но безуспешно.